# Franz Binder
Franz Binder (1. prosince 1911, Sankt Pölten – 24. dubna 1989, Vídeň), zvaný Bimbo, byl rakouský fotbalový útočník. Patří k nejlepším střelcům všech dob: podle statistik odehrál ve své kariéře 756 zápasů a dosáhl v nich 1006 branek, z toho 468 v mistrovských zápasech. Hrál za Rapid Vídeň (jeho spoluhráčem v útoku byl zpočátku Josef Bican, se kterým krátce nastupoval i v reprezentaci), s nímž se stal mistrem Rakouska v letech 1935 a 1938. Po anšlusu pomohl Rapidu získat německý titul v roce 1941 a byl také u vítězství v poválečné rakouské lize 1946 a 1948. Šestkrát byl nejlepším ligovým kanonýrem (1933 a 1937—1941). Nastoupil také za rakouskou i německou reprezentaci. V roce 1949 ukončil kariéru a stal se trenérem, kromě Rapidu vedl i PSV Eindhoven a 1. FC Norimberk. V jeho rodném Sankt Pöltenu je po něm pojmenována ulice Bimbo-Binder-Promenade.